# Auge (Ardennes)
Pour les articles homonymes, voir Auge.
Auge est une commune française, située dans le département des Ardennes en région Grand Est.

## Géographie

### Localisation
La commune est située à la limite des Ardennes et de l'Aisne, à quelques kilomètres d'Aubenton dans l'Aisne, sur des collines séparant deux ruisseaux, le Ton et le Petit Gland.
Elle est située sur cette voie reliant Charleville à Hirson et longeant les limites septentrionales de la France.

### Hydrographie
La commune est dans la région hydrographique « la Seine du confluent de l'Oise (inclus) à l'embouchure » au sein du bassin Seine-Normandie. Elle n'est drainée par aucun cours d'eau,.

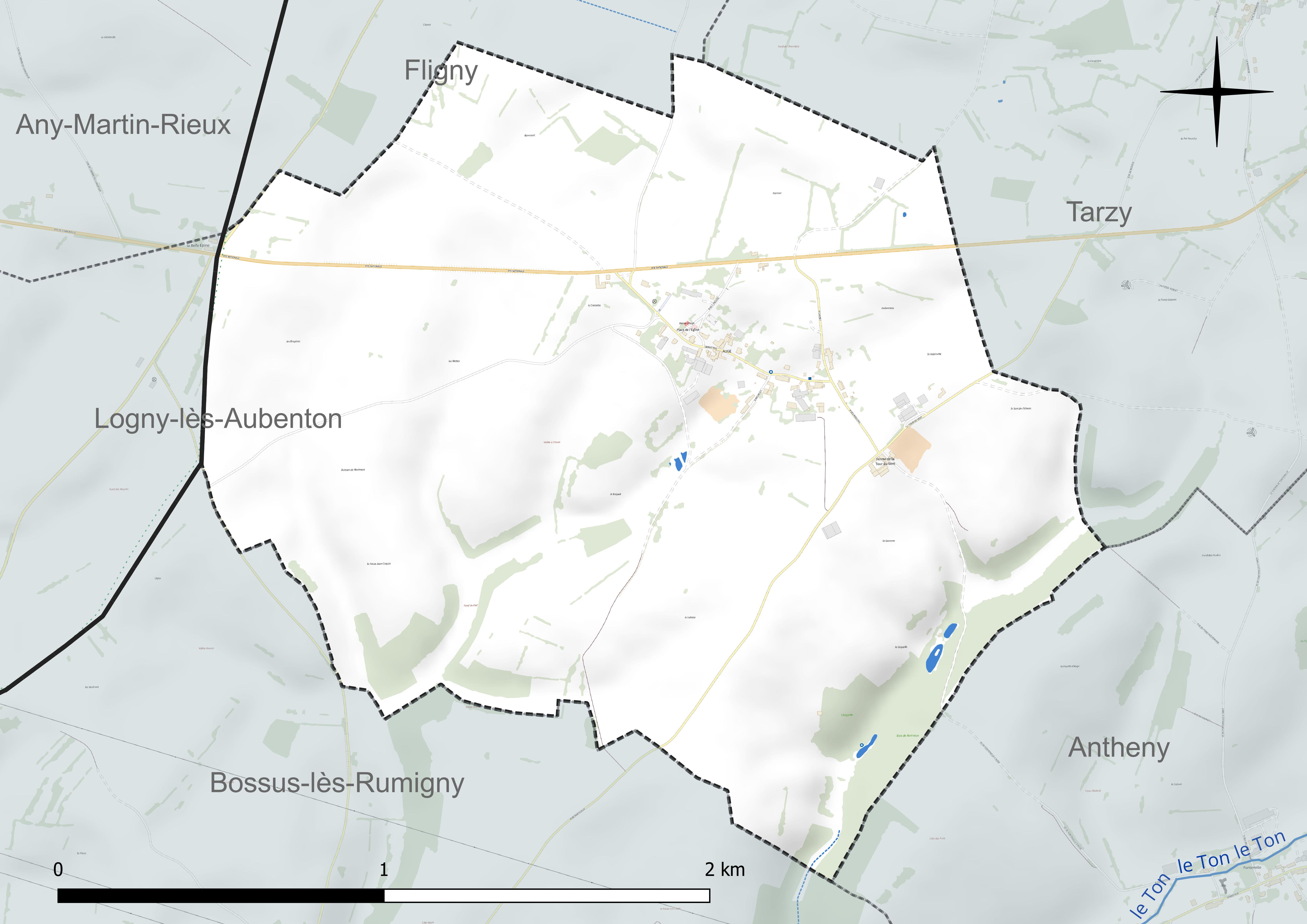
Réseaux hydrographique d'Auge.

### Climat
Pour des articles plus généraux, voir Climat du Grand Est et Climat des Ardennes.
En 2010, le climat de la commune est de type climat de montagne, selon une étude du Centre national de la recherche scientifique s'appuyant sur une série de données couvrant la période 1971-2000. En 2020, Météo-France publie une typologie des climats de la France métropolitaine dans laquelle la commune est exposée à un climat océanique altéré et est dans la région climatique Nord-est du bassin Parisien, caractérisée par un ensoleillement médiocre, une pluviométrie moyenne régulièrement répartie au cours de l’année et un hiver froid (3 °C).
Pour la période 1971-2000, la température annuelle moyenne est de 9,3 °C, avec une amplitude thermique annuelle de 14,9 °C. Le cumul annuel moyen de précipitations est de 990 mm, avec 13,7 jours de précipitations en janvier et 10,3 jours en juillet. Pour la période 1991-2020, la température moyenne annuelle observée sur la station météorologique de Météo-France la plus proche, « Rocroi », sur la commune de Rocroi à 19 km à vol d'oiseau, est de 9,5 °C et le cumul annuel moyen de précipitations est de 1 210,4 mm. 
La température maximale relevée sur cette station est de 37,6 °C, atteinte le 25 juillet 2019 ; la température minimale est de −14,7 °C, atteinte le 4 février 2012,,.
Les paramètres climatiques de la commune ont été estimés pour le milieu du siècle (2041-2070) selon différents scénarios d'émission de gaz à effet de serre à partir des nouvelles projections climatiques de référence DRIAS-2020. Ils sont consultables sur un site dédié publié par Météo-France en novembre 2022.

## Urbanisme

### Typologie
Au 1er janvier 2024, Auge est catégorisée commune rurale à habitat très dispersé, selon la nouvelle grille communale de densité à 7 niveaux définie par l'Insee en 2022.
Elle est située hors unité urbaine et hors attraction des villes,.

### Occupation des sols
L'occupation des sols de la commune, telle qu'elle ressort de la base de données européenne d’occupation biophysique des sols Corine Land Cover (CLC), est marquée par l'importance des territoires agricoles (84,4 % en 2018), une proportion identique à celle de 1990 (84,4 %). La répartition détaillée en 2018 est la suivante : 
prairies (51,8 %), terres arables (32,6 %), forêts (9,5 %), zones urbanisées (6,1 %). L'évolution de l’occupation des sols de la commune et de ses infrastructures peut être observée sur les différentes représentations cartographiques du territoire : la carte de Cassini (XVIIIe siècle), la carte d'état-major (1820-1866) et les cartes ou photos aériennes de l'IGN pour la période actuelle (1950 à aujourd'hui).

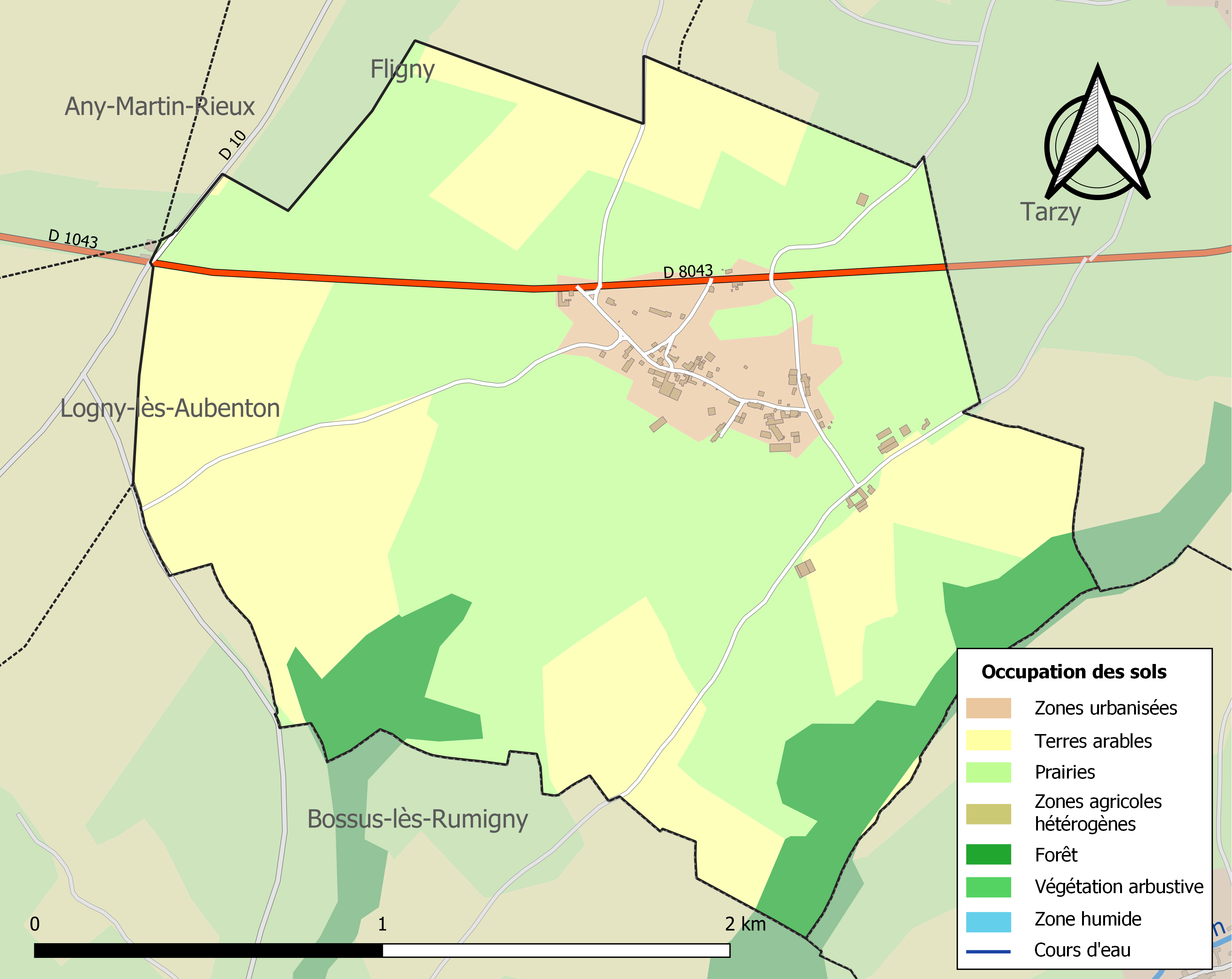
Carte des infrastructures et de l'occupation des sols de la commune en 2018 (CLC).

## Toponymie
Le nom du bourg s'écrit Ogiae en 1112, dans un privilège du pape Pascal II pour l'abbaye de Saint-Nicaise à Reims, et Oggeium dans une bulle d'Innocent II pour le même monastère rémois.

## Histoire
Dès l'antiquité, ce site était sur une voie antique entre Mézières et le Nord. Des fondations gallo-romaines, des monnaies, des morceaux de céramiques y ont été trouvés.

## Politique et administration
| Période                                  | Période   | Identité                                          | Étiquette | Qualité |
| ---------------------------------------- | --------- | ------------------------------------------------- | --------- | ------- |
| mars 2001                                | mars 2008 | M. André Triplot                                  |           |         |
| mars 2008                                | En cours  | Jean-Yves Chevanne Réélu pour le mandat 2020-2026 |           |         |
| Les données manquantes sont à compléter. |           |                                                   |           |         |

Auge  a adhéré à la charte du parc naturel régional des Ardennes, à sa création en décembre 2011.

## Démographie
L'évolution du nombre d'habitants est connue à travers les recensements de la population effectués dans la commune depuis 1793. Pour les communes de moins de 10 000 habitants, une enquête de recensement portant sur toute la population est réalisée tous les cinq ans, les populations de référence des années intermédiaires étant quant à elles estimées par interpolation ou extrapolation. Pour la commune, le premier recensement exhaustif entrant dans le cadre du nouveau dispositif a été réalisé en 2004.

En 2022, la commune comptait 58 habitants, en évolution de −4,92 % par rapport à 2016 (Ardennes : −2,97 %, France hors Mayotte : +2,11 %).
| 1793 | 1800 | 1806 | 1821 | 1831 | 1836 | 1841 | 1846 | 1851 |
| ---- | ---- | ---- | ---- | ---- | ---- | ---- | ---- | ---- |
| 148  | 147  | 78   | 145  | 158  | 160  | 177  | 183  | 232  |

| 1866 | 1872 | 1876 | 1881 | 1886 | 1891 | 1896 | 1901 | 1906 |
| ---- | ---- | ---- | ---- | ---- | ---- | ---- | ---- | ---- |
| 189  | 175  | 174  | 174  | 177  | 173  | 169  | 148  | 142  |

| 1911 | 1921 | 1926 | 1931 | 1936 | 1946 | 1954 | 1962 | 1968 |
| ---- | ---- | ---- | ---- | ---- | ---- | ---- | ---- | ---- |
| 121  | 126  | 114  | 105  | 114  | 112  | 95   | 95   | 82   |

| 1975 | 1982 | 1990 | 1999 | 2004 | 2006 | 2009 | 2014 | 2019 |
| ---- | ---- | ---- | ---- | ---- | ---- | ---- | ---- | ---- |
| 72   | 66   | 69   | 69   | 69   | 63   | 54   | 60   | 58   |

| 2022 | - | - | - | - | - | - | - | - |
| ---- | - | - | - | - | - | - | - | - |
| 58   | - | - | - | - | - | - | - | - |

## Culture locale et patrimoine

### Lieux et monuments
- Église Saint-Gorgery d'Auge.

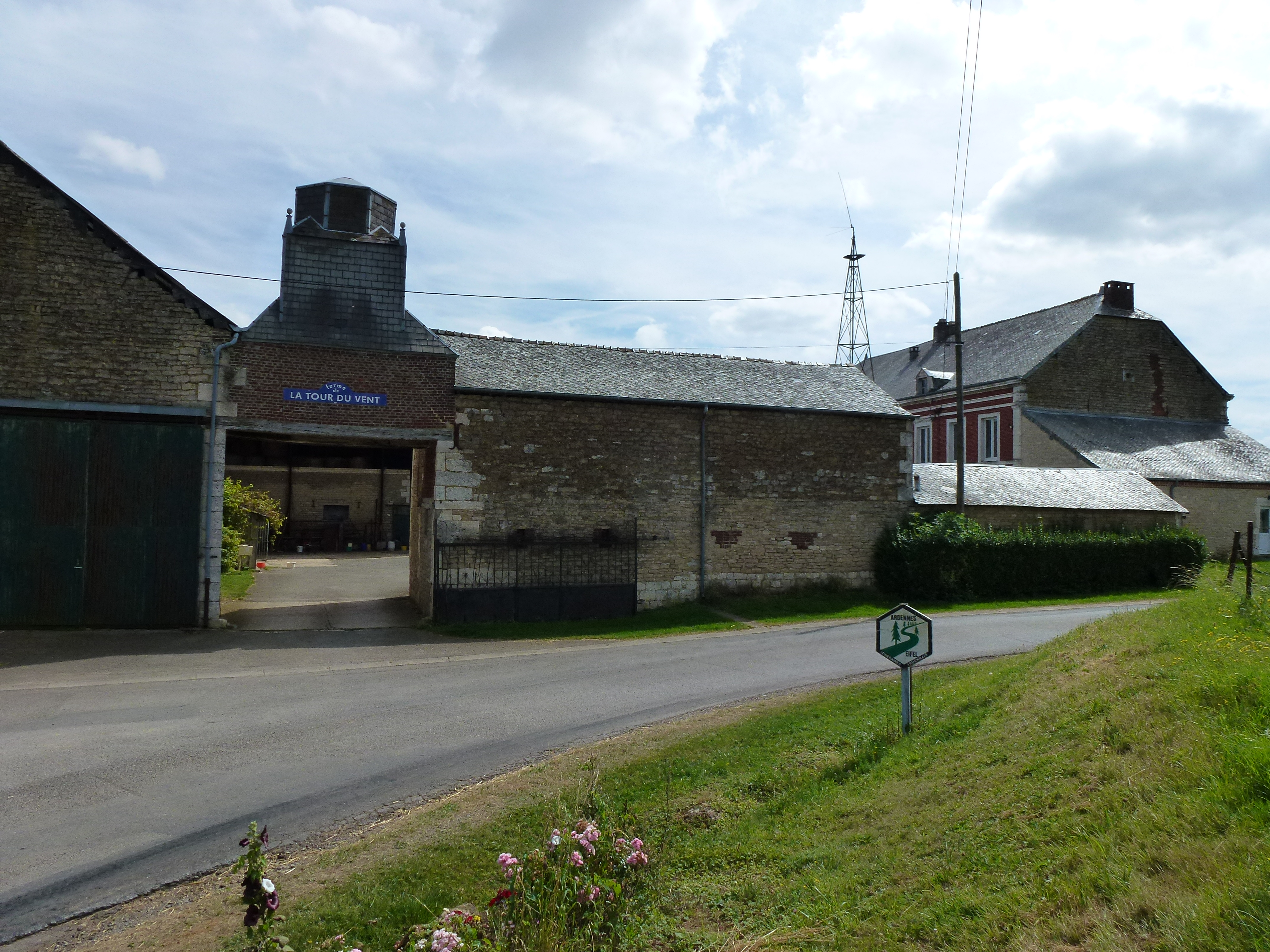
Ferme La tour du vent.
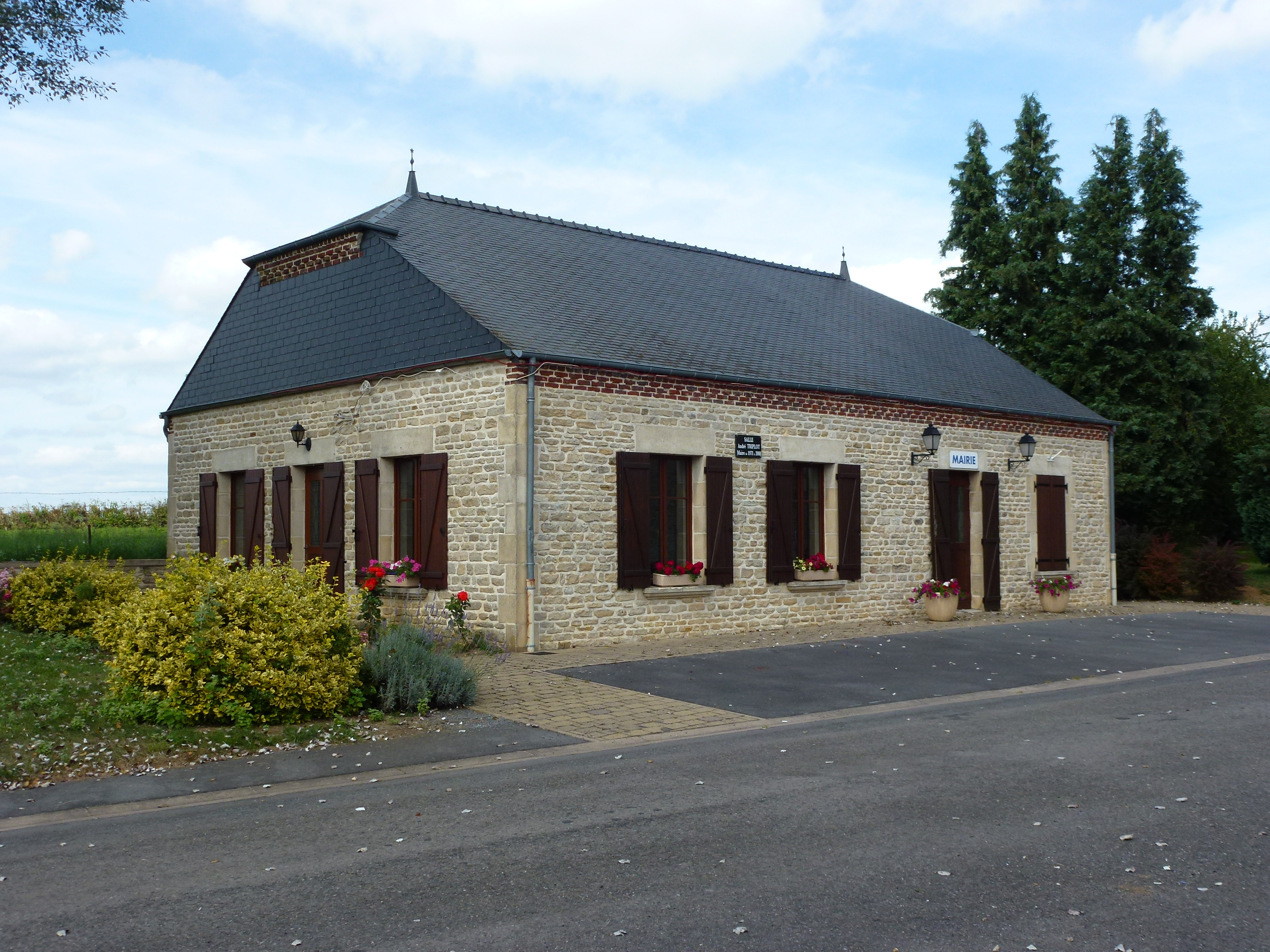
Mairie.
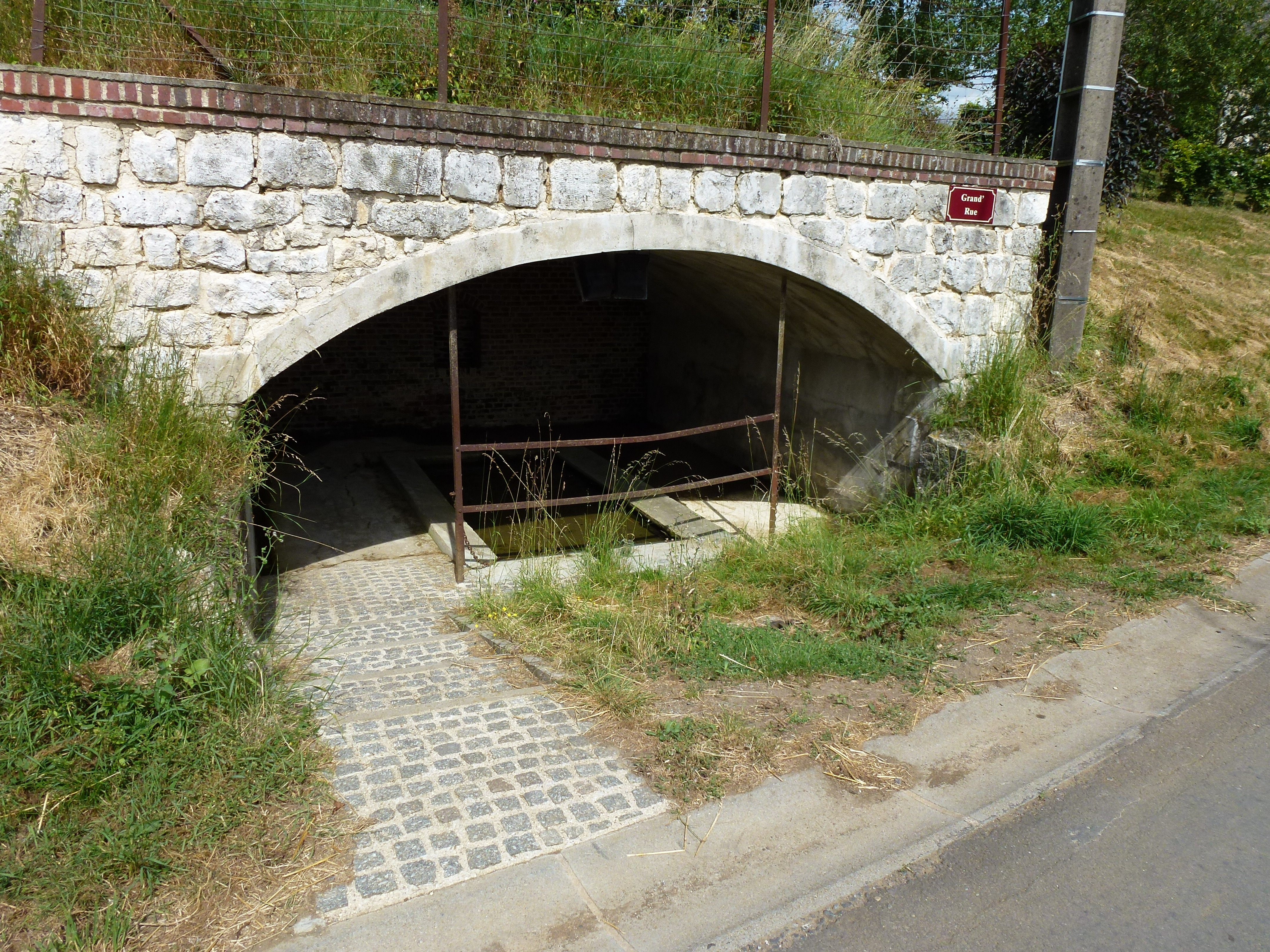
Lavoir.
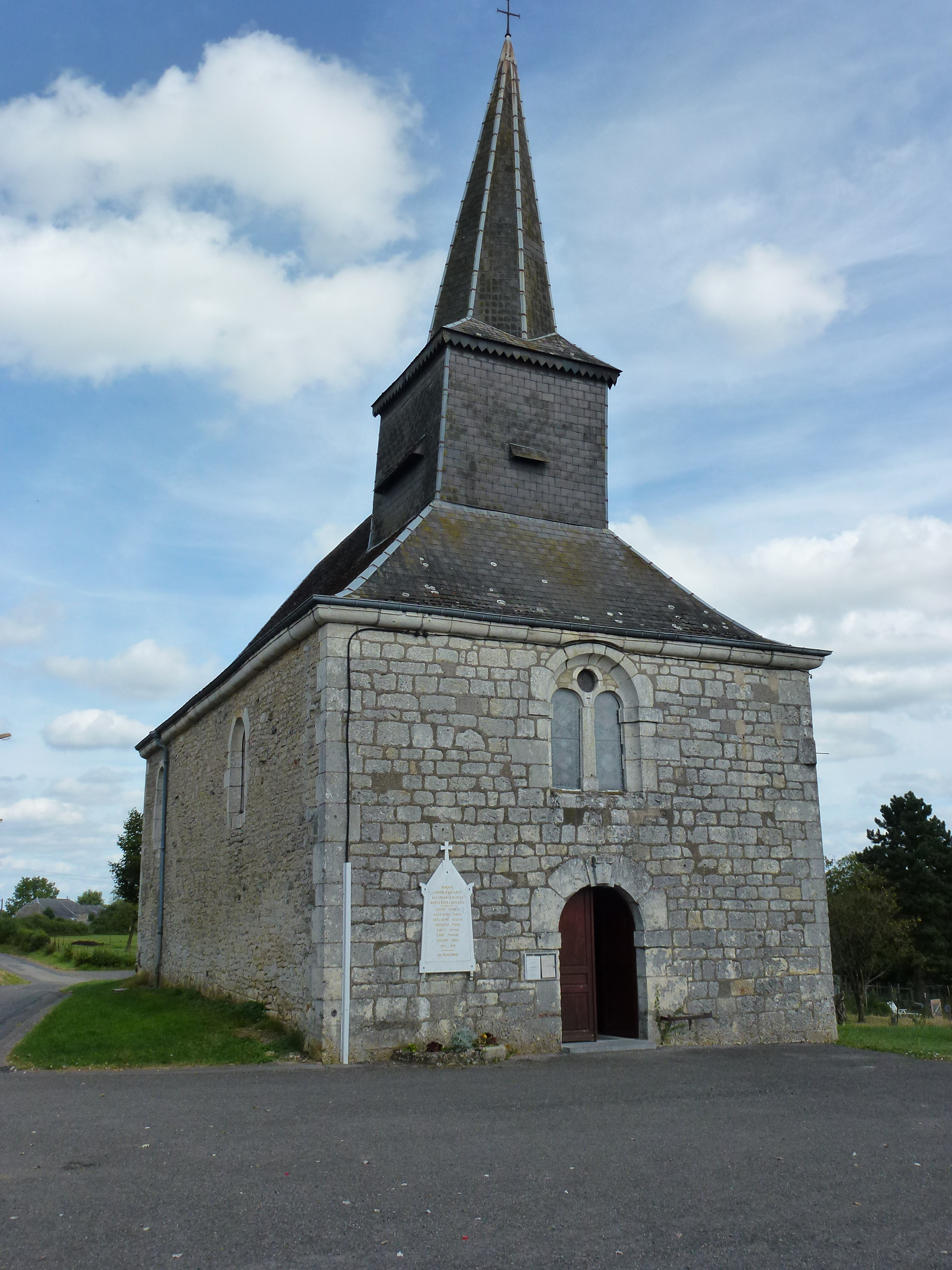
Église.

### Patrimoine rural

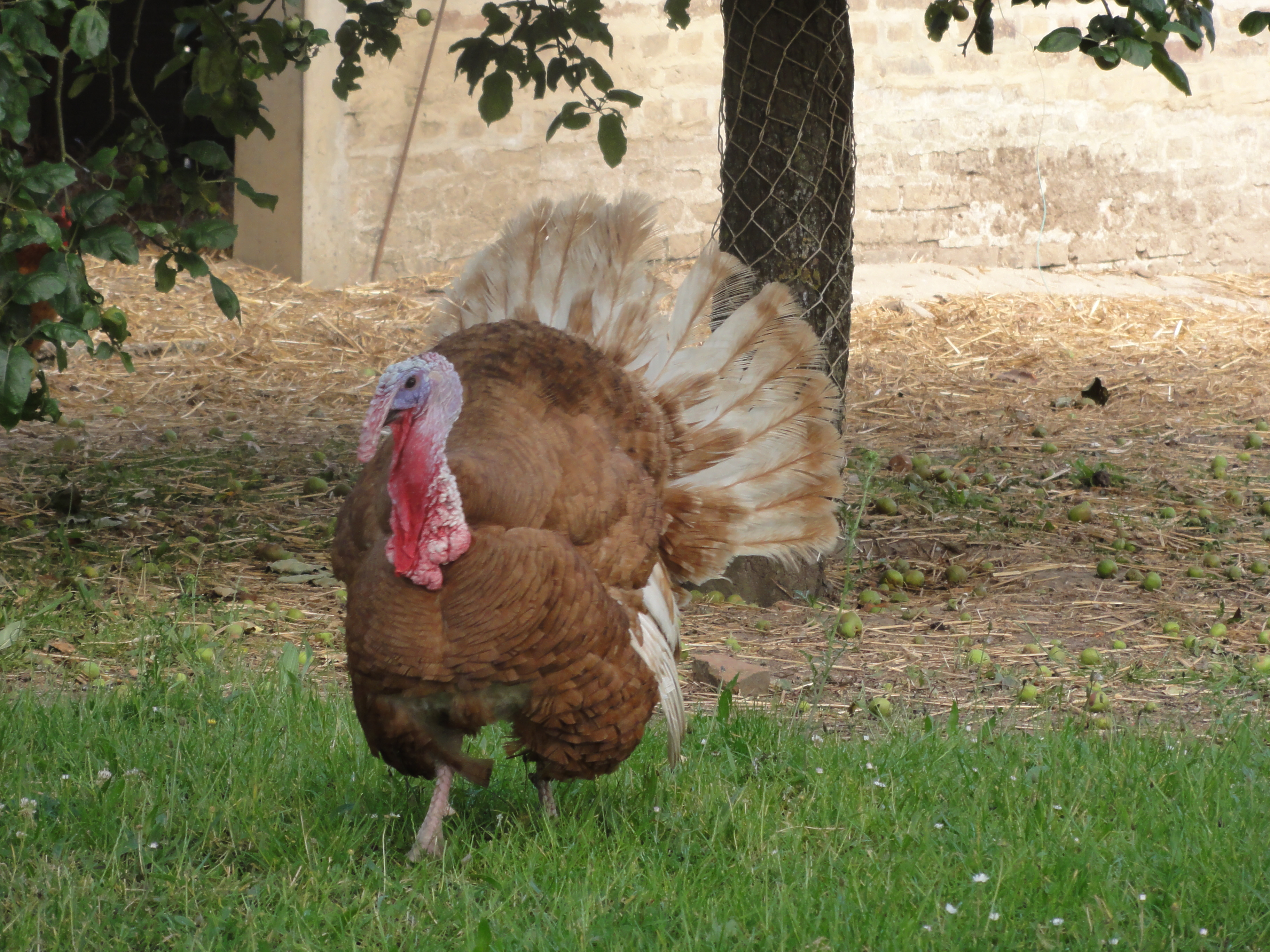
Dindon rouge des Ardennes.

L'élevage du dindon rouge des Ardennes a été relancé, à Auge, en 1985, alors que cette espèce allait disparaître,.

### Personnalités liées à la commune
- Jean-Michel Devresse, éleveur à Auge, a relancé l'élevage du dindon rouge des Ardennes en 1985, alors que cette espèce allait disparaître[22],[23],[24],[25]. Devenu par la suite président de L'association de la Dinde rouge des Ardennes, il est également membre des amis du parc naturel régional des  Ardennes, et depuis 2007 président du Marché paysan de Renwez, où il continue de participer activement à la valorisation du patrimoine du terroir ardennais[26].

### Héraldique
| Armes d’Auge | Les armes d’Auge se blasonnent ainsi : Taillé : au 1er d’azur aux trois étoiles d’or en orle, au 2e de gueules au coq d’or. |